# St. Petrus Canisius (Köln)

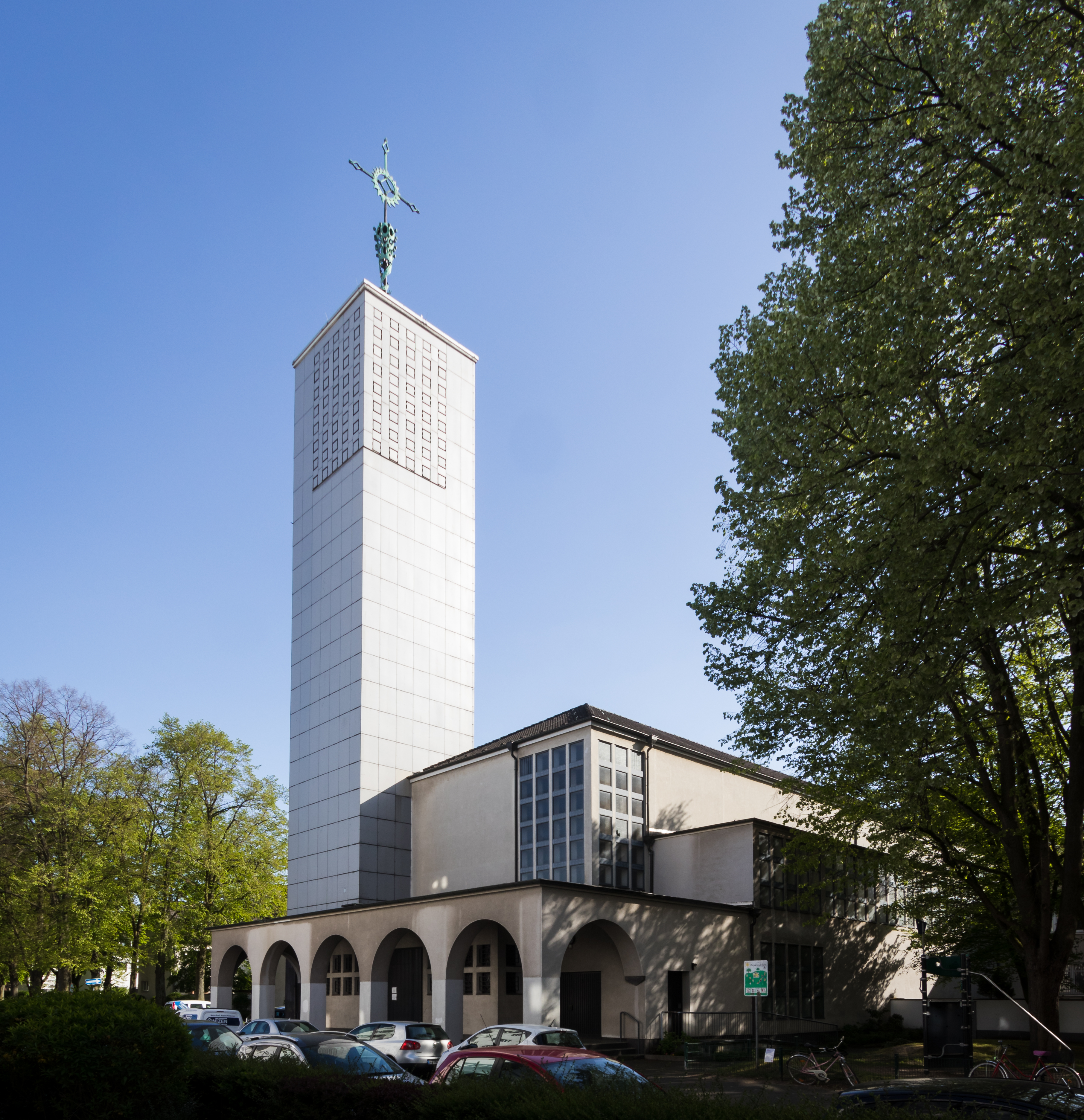
Ansicht 2020

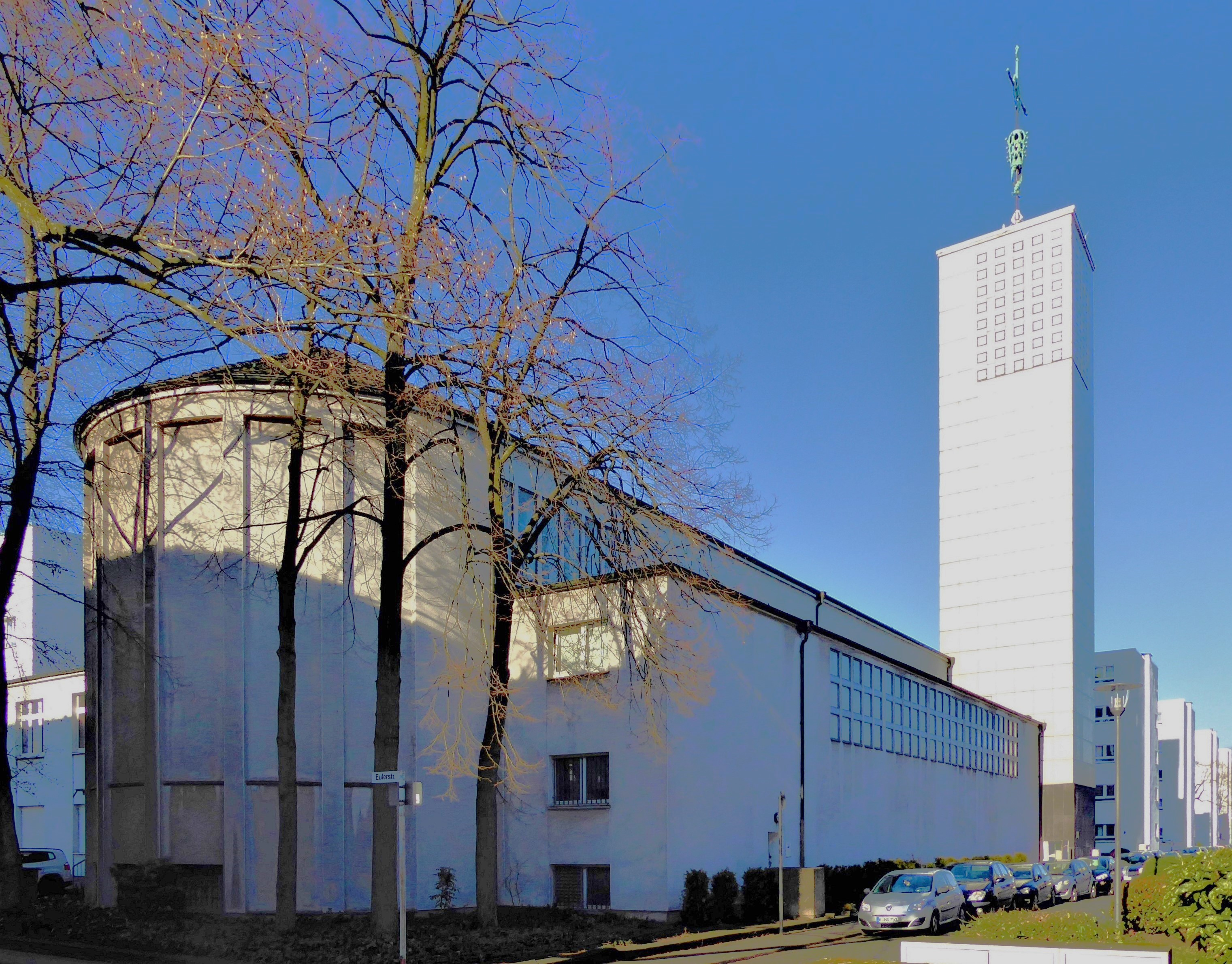
Blick zum Chor, Ansicht von Südosten

St. Petrus Canisius ist eine römisch-katholische Pfarrkirche im Kölner Stadtteil Buchforst, die in den Jahren 1930/1931 nach Plänen des Architekten Wilhelm Riphahn und Caspar Maria Grod als Mittelpunkt der Siedlung Weiße Stadt erbaut und im Februar 1931 geweiht wurde. Die Kirche steht unter dem Patrozinium des Jesuiten Petrus Canisius und ist seit 1983 denkmalgeschützt. Sie ist eine der ersten katholischen Kirchen im sachlichen Stil der Moderne und gilt als eine der wenigen im Bauhausstil errichteten Kirchen in Köln.

## Vorgeschichte und Bau
St. Petrus Canisius wurde zentraler Bau in der u. a. von der Gemeinnützigen Aktiengesellschaft für Wohnungsbau (GAG) seit 1926 geplanten und umgesetzten Siedlung im damals noch Kalkerfeld genannten Stadtteil Buchforst vorgesehen. Der Bau ermöglichte es den Architekten Riphahn und Grod erstmals, eine Kirche im Einklang mit dem umgebenden Siedlungsbau zu planen. Ein erster Entwurf gelangte jedoch nicht zur Ausführung, da von er den verantwortlichen Entscheidern in der katholischen Kirche abgelehnt wurde. Der zweite Entwurf in den Formen des neuen Bauens, allerdings mit Bezügen zur traditionellen Kirchenbaukunst, wurde schließlich umgesetzt.
Die Weihe der neuen Kirche fand am 15. Februar 1931 statt.
Ein Großteil der Kirche wurde zwischen 1942 und 1944 zerstört, und im Wiederaufbau 1948 – durch Gottfried und Dominikus Böhm – wurde u. a. auf die Apsisfenster verzichtet und ihre Nischen zugemauert. 1992 gestaltete die Architektin Maria Schwarz den Innenraum und Teile der Ausstattung neu.
Am 12. April 1983 wurde St. Petrus Canisius unter der Nummer 1402 in die Denkmalliste der Stadt Köln aufgenommen. Die ehemals selbständige Pfarrgemeinde St. Petrus Canisius ging 2006 in die neue Gemeinde St. Mauritius Köln-Buchheim/Buchforst auf.

## Baubeschreibung

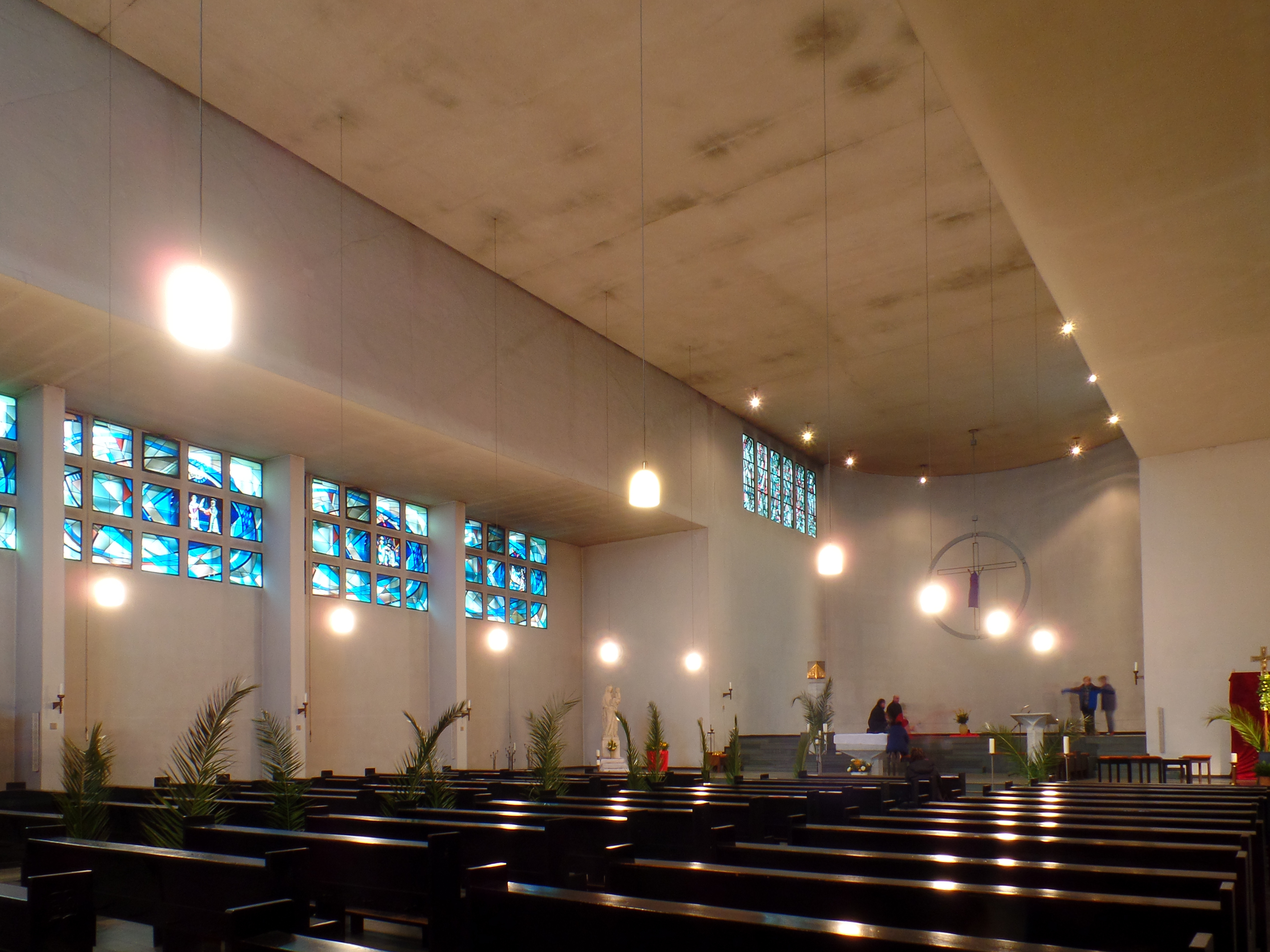
Innenraum 2015

Die zentralen Grundsätze des Neuen Bauens zeigen sich insofern an diesem Bau, als er sich auf die wesentlichen liturgischen Funktionen konzentriert. Die Bauform der Kirche, die nicht geostet ist, ist eine traditionelle Basilika: ein überhöhtes Langhaus mit einem Apsisabschluss wird von eingeschossigen Seitenschiffen begleitet. Auf der Eingangsseite führt eine vorgelagerte Laube mit fünf Rundbögen in die Vorhalle; aus diesem Portikus steigt der Vierkantturm, nur leicht seitlich heraustretend, hervor. Die Nebengebäude des Chors gehen in die Siedlungsbauten über.
Innen bleibt der große Saal ohne innere Stützen; dies wird erreicht durch den Einzug von kräftigen Betonbindern in Längsrichtung. Zwischen diesen erhebt sich nur  leicht erhöht die Decke des Langhauses, die sich flächig bis in die Apsis erstreckt. Ursprünglich war der erhöhte Altarbereich mit Apsisfenstern hell belichtet und dadurch hervorgehoben; die Wände waren durch Heinrich Hoerle in abgestuften Blautönen gefasst. In der Nachkriegskirche sind die Fensternischen zugemauert und die Apsis glatt verputzt. Licht fällt durch zwei seitliche Buntglasfenster in den Altarraum.
Das Langhaus ist mit seitlichen Fensterbändern ausgestattet, allerdings gegliedert durch Betonstützen. Sämtliche Fenster setzen sich als Raster aus kleinen, quadratischen Maueröffnungen zusammen.
Auch am Turm finden sich die Fensterraster zur Strukturierung der Flächen wieder. Allerdings wurde der bis zu seiner Zerstörung weiß verputzte Turm inzwischen mit Eternitplatten verkleidet, was einen Kritiker 2004 zu dem Urteil verleitete, die Kirche sei „in einem erbärmlichen Zustand“ und der klare Turm erscheine wie ein „Legostein“.

## Ausstattung
Die ursprünglichen Apsisfenster entstanden nach einem Entwurf von Franz Wilhelm Seiwert. Beim Wiederaufbau der Kirche wurden die zerstörten Apsisfenster nicht ersetzt, sondern zugemauert. Alle 1957 neu gestalteten Buntglasfenster wurden von Wilhelm de Graaff in weitestgehend figuraler Ausführung gestaltet. Dabei zeigen die Fenster der Seitenschiffe Szenen aus dem Leben des Petrus Canisius, auf der nordwestlichen Seite in Rot-/Grüntönen, auf der südöstlichen in Blautönen gehalten. Motive der verbliebenen Chorfenster sind die zwölf Apostel; weitere Fenster finden sich in der Tauf- und Marienkapelle.
Aus der Vorkriegszeit überkommene Ausstattungsstücke sind das Tabernakel von Eduard Schmitz sowie zwei Statuen von Josef Reimann aus dem Jahr 1937. Nach dem Wiederaufbau schuf Heribert Calleen 1962 als Turmbekrönung ein zwölf Meter hohes Kreuz mit Tiara, welches im April 2009 aus  Sicherheitsgründen vorübergehend abgenommen werden musste, nachdem die Halterungen durchgerostet waren.
Neuere Stücke – die Tabernakelstele, Ambo und Altartisch – entwarf Maria Schwarz anlässlich der Umgestaltung des Chorraums 1992.
Eine zweimanualige Orgel mit 28 Registern baute 1968 Willi Peter ein.
Zwei der drei Glocken des Vorkriegsbaus – gegossen von Friedrich Wilhelm Schilling – wurden durch Kriegseinwirkung zerstört. Das aktuelle Geläut ist fünfstimmig und wurde 1957 von der Glockengießerei Mabilon gegossen. Die Schlagtöne sind e1–g1–a1–h1–c2